# چاه‌سیاه (نهبندان، شرق)
چاه سیاه روستایی در دهستان میغان بخش مرکزی شهرستان نهبندان استان خراسان جنوبی ایران است. بر پایه سرشماری عمومی نفوس و مسکن در سال ۱۳۹۰ جمعیت این روستا ۲۳ نفر (در ۶ خانوار) بوده است.